# Sciurocheirus
Sciurocheirus (Gray, 1873) è un genere di primati strepsirrini, appartenente alla famiglia Galagidae.

## Descrizione
Al genere sono ascritti alcuni fra i galagoni di taglia maggiore, con lunghezza fino a 40 cm e peso di oltre 350 g. Si tratta di animali dalle tinte marroncine o grigiastre, col ventre più chiaro rispetto al dorso: sono caratterizzati da grandi occhi incorniciati da cerchi di pelle chiara, grandi orecchie assai mobili ed un piccolo muso appuntito.

## Biologia
Hanno abitudini notturne: di giorno dormono rannicchiati nelle cavità degli alberi, spesso in gruppi, mentre di notte si muovono solitari, occupando ciascuno un proprio territorio.
Rispetto alle altre specie di galagoni, si differenziano per l'abitudine di atterrare nel salto con le mani, anziché coi piedi.
Si nutrono principalmente di insetti e frutta.
La gestazione dura circa 4 mesi e mezzo, al termine dei quali viene dato alla luce un unico cucciolo.

## Distribuzione e habitat
Questi animali sono diffusi in una zona che comprende l'Africa centro-occidentale, dal Golfo di Guinea (isola di Bioko inclusa) alla Repubblica Centrafricana. Il loro habitat è costituito prevalentemente dalle zone boscose tropicali e subtropicali.

## Tassonomia
Questo raggruppamento è stato recentemente elevato al rango di genere a sé stante (fino a tempi recenti era considerato un sottogenere del genere Galago).
Comprende le seguenti specie e sottospecie:
- Sciurocheirus alleni (Waterhouse, 1838)
  - Sciurocheirus alleni alleni (Waterhouse, 1838)
  - Sciurocheirus alleni cameronensis (Peters, 1876)
- Sciurocheirus gabonensis  (Gray, 1863)
- Sciurocheirus makandensis Ambrose, 2013